# III. Zsigmond lengyel király
Vasa Zsigmond (svédül: Sigismund Vasa, lengyelül: Zygmunt Waza, Mariefred, 1566. június 20. – Varsó, 1632. április 30.), a Vasa-házból származó svéd királyi herceg, aki III. Zsigmond néven Svédország királya 1592 és 1599 között, valamint Lengyelország királya és Litvánia nagyfejedelme 1587-től haláláig. Zsigmond III. János svéd király és Jagelló Katalin lengyel királyi hercegnő másodszülött gyermeke. Házastársa Habsburg Anna, akitől első utóda született, Ulászló Konstantin herceg, második feleségétől, Habsburg Konstanciától született későbbi utóda János Kázmér herceg.

## Út a lengyel koronáig
1566. június 20-án született Gripsholm várában III. János svéd király és Jagelló Katalin lengyel királyi hercegnő egyetlen fiaként. Nővérei közül a nála két évvel fiatalabb Anna hercegnő érte el a felnőttkort. Anyai nagybátyja, II. Zsigmond Ágost volt a Jagelló-ház utolsó férfi tagja a lengyel trónon. Anyja őt abban a reményben, hogy a Jagelló-ház kihalásával a lengyel korona majd Zsigmondra száll, a katolikus hitben neveltette. Zsigmond Ágostot 1576-ban ugyan Báthory István erdélyi fejedelem követte a trónon, ám az ő halála után, 1587. augusztus 19-én az ifjú Zsigmondot a lengyel rendek királlyá választották, amiben nagy szerepet vállalt nagynénje, Jagelló Anna, Báthory István özvegye és Jan Zamoyski kancellár. Megkoronázására 1587. december 27-én Krakkóban került sor.

## Svéd–lengyel háború
Apja, III. János 1592-ben bekövetkezett halála után Svédország koronáját is örökölte, és 1594. február 19-én Uppsalában királlyá koronázták, azonban már júliusban visszatért Lengyelországba, és a skandináv országot Krakkóból irányította, ottani kormányzójává pedig nagybátyját, Södermanland hercegét tette meg, hogy mindenben az ő utasítása szerint járjon el. Svédország ellenben evangélikus volt, míg a király katolikus. Ez még ugyan a legkevesebb probléma lett volna, Zsigmond azonban – noha a koronázás feltételeként ígéretet tett a svédeknek a vallásszabadság biztosítására – megindította Svédországban a rekatolizációt. Södermanland hercege ellenben elkötelezett protestáns volt, és a Zsigmonddal szembe került svéd nemességet maga mellé állítva, lázadást robbantott ki az országban. Zsigmond hajóra szállt, hogy helyreállítsa hatalmát Svédországban. 12 000 fős lengyel haderejében nagy számban voltak magyar és német lovasok, sőt a partraszállás után még hű svédek is csatlakoztak hozzá. Szeptember 8-án Stegeborg mellett győzelmet aratott Södermanland hercege felett, alig több mint két héttel később azonban a stångebrói csatában a számbelileg kisebb svédektől vereséget szenvedett, és kiszorult Svédországból. Zsigmond nem volt hajlandó lemondani trónigényéről, mellyel kezdetét vette a svéd–lengyel háború első szakasza. A svédek 1599-ben trónfosztottá nyilvánították Zsigmondot, mire a lengyelek a következő évben megszállták és birtokukba vették a svéd fennhatóság alatt lévő Észak-Észtországot, megnyitva a svéd–lengyel háború második, 1611-ig tartó szakaszát. 1604-ben a svéd rendek az 1599 óta kormányzóként intézkedő Södermanland hercegét IX. Károly néven királlyá választották, 1607-ben megkoronázták, de már 1611-ben meghalt. A trónon fia, az ifjú II. Gusztáv Adolf követte, aki 1618-ban tűzszünetet kötött Zsigmonddal. Zsigmond azonban 1620-ban háborúba keveredett a törökökkel, melynek hírére Gusztáv Adolf támadásba lendült, és elfoglalta Rigát, Daugavpilset és Livóniát, majd 1628-ban Litvánia is svéd megszállás alá került. Zsigmond 1629-ben kénytelen volt fegyverszünetet kötni a svédekkel, amelyben átengedte Gusztáv Adolfnak Livóniát, valamint Danzig és Königsberg kivételével az összes porosz kikötőt. Miután a svéd király a harmincéves háború során 1632-ben a lützeni csatában elesett, a svéd-francia seregek még ugyanebben az évben Nördlingennél súlyos vereséget szenvedtek, és Oxenstierna svéd kancellár Bécs nyomására visszaadta Lengyelországnak ezeket a kikötőket.

## Lengyel belpolitikája
A lengyel nemesség és a főurak egy része kezdettől fogva nemtetszésének adott hangot, főként a király svédországi utódlásharcokban való részvétele, és ennek kapcsán a Habsburgokkal való kokettálás miatt, de a növekvő vallási türelmetlenség is tiltakozást váltott ki. Zsigmond hosszantartó lengyelországi uralkodása alatt fokozatosan lelohadtak a gazdasági fejlődés tendenciái és a köznemesség reformtörekvései. Növekedett viszont a köznemesség félelme a királyi hatalom abszolutizálásától. Az uralkodói hatalom ez irányba haladó politikáját feltartóztatta a köznemesség 1606-ban kirobbant fegyveres lázadása, a Zebrzydowski-féle összeesküvés. A Mikołaj Zebrzydowski krakkói vajda nevéhez fűződő nemesi felkelés fordulatot hozott ugyan, de nem az erős hadsereg és a végrehajtó hatalom megszilárdítása irányába, hanem éppen ellenkezőleg. A nemesség köreiben felerősödött a meggyőződés, hogy országuk a "kereszténység védőbástyája" (ante murale christianitatis). Fokozódott a nemesi aranyszabadság hangsúlyozása, a szembeszegülés a királyi hatalom megerősítésére irányuló törekvésekkel.

## Külpolitika
A lengyel mágnások egy csoportja, amely érdekelve volt a keleti terjeszkedésben, megpróbálta felhasználni a Moszkvai Nagyfejedelemségben beállt zűrzavart az ottani Rurik-dinasztia kihalása után. Ez háborúba sodorta Lengyelországot Oroszországgal. 1610-ben Stanisław Żółkiewski hetman döntő győzelmet aratott Klusinó alatt, s a lengyel hadsereg bevonult Moszkvába. Ez a siker azonban nem bizonyult tartósnak, Oroszországban növekedett az ellenállás az idegen uralom ellen. A cárrá választott Mihail Romanov első tagja volt az új orosz uralkodócsaládnak. Az 1619-ben kötött fegyverszünet Szmolenszket Lengyelországnak hagyta, amit megerősített az 1634-es polanówi béke is. 

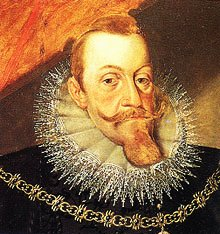
Az idős III. Zsigmond

Már javában dúlt a svéd–lengyel háború harmadik szakasza, amikor Zsigmond a Portával keveredett háborúba. Mint a bigottan katolikus II. Ferdinánd német–római császár és magyar király sógora, esküdt ellensége volt Bethlen Gábor erdélyi fejedelemnek, akinek ellenfelét, a Habsburgok által felléptetett Homonnay Drugeth Bálintot pénzzel és fegyveres erőkkel is támogatta. 1620 őszén Stanisław Żółkiewski hetman vezetésével 10 000 fős sereget küldött a két román fejedelemség, Havasalföld és Moldva elfoglalására, a cecorai ütközetben azonban vereséget szenvedett a török, tatár, moldvai és havasalföldi csapatoktól. A következő évben II. Oszmán szultán bosszúhadjáratot indított Lengyelország ellen, Jan Karol Chodkiewicz litvániai és Petro Konasevics-Szahajdacsnij kozák hetman irányította lengyel–litván–ukrán–kozák seregek (65-70 ezer fő) azonban ellene álltak és Chocimnál (ma: Hotin, Ukrajna), súlyos harc árán föltartóztatták 1621. szeptember 2-án, majd október 9-én. A háborút 1621-ben a budzsáki béke zárta le, mely a korábbi határokban állapodott meg.

## Halála
Zsigmond 1632. április 30-án, életének 66. évében halt meg Varsóban, ahová a királyi székhelyét Krakkóból áttette. Halála váratlanul érte a királyságot. A trónon első feleségétől, Habsburg Annától született fia, IV. Ulászló követte; ő 1648-ban gyermektelenül halt meg, és a lengyel trónt Zsigmond második, Habsburg Konstanciával kötött házasságából származó fia, János Kázmér örökölte. Mivel neki sem született fiúutóda, vele 1672-ben kihalt a Vasa-dinasztia lengyel–litván ága.

## Házasságai és gyermekei
Zsigmond kétszer házasodott és összesen tíz gyermeke született.
Első felesége a Habsburg-ház dunai ágából származó Habsburg Anna osztrák főhercegnő volt. Anna II. Károly osztrák főherceg és Wittelsbach Mária Anna bajor hercegnő második leánygyermeke volt. Zsigmonddal kötött házasságára 1592. május 31-én került sor Krakkóban. Kapcsolatukból öt gyermek született, azonban csak egyetlen fiúgyermek, a későbbi IV. Ulászló érte meg a felnőttkort. Anna a házasságkötésük után hat évvel, 1598. február 10-én, belehalt a szülésbe. Gyermekeik:
- Anna Mária hercegnő (1593. május 23. – 1600. február 9.) gyermekként meghalt.
- Katalin hercegnő (1594. május 9. – 1594. június 5.) gyermekként meghalt.
- Ulászló Konstantin herceg (1595. június 9. – 1648. május 20.) apja örököseként lengyel és litván uralkodó.
- Katalin hercegnő (1596. szeptember 27. – 1597. június 11.) gyermekként meghalt.
- Kristóf herceg (1598. február 10.), születése napján meghalt.

Zsigmond több mint hét évet özvegységben töltött. Második felesége elhunyt hitvese egyik húga, az akkor tízenhét éves Habsburg Konstancia osztrák főhercegnő lett. Esküvőjüket 1605. december 11-én tartották Varsóban. Kapcsolatukból hét gyermekük született, akik közül négy fiú és egy leány érte el a nagykorúságot. Gyermekeik:
- János Kázmér herceg(1607. december 25. – 1608. január 14.) gyermekként meghalt.
- János Kázmér herceg (1609. március 22. – 1672. december 16.) testvérét követően lengyel és litván uralkodó.
- János Albert herceg (1612. május 25. – 1634. december 29.) Ermland és Krakkó püspöke.
- Károly Ferdinánd herceg (1613. október 13. – 1655. május 9) Boroszló és Płock püspöke, Oppeln és Ratibor hercege
- Sándor Károly herceg (1614. november 4. – 1634. november 19.) fiatalon meghalt.
- Anna Konstancia hercegnő (1616. január 26. – 1616. május 24.) gyermekként meghalt.
- Anna Katalin Konstancia (1619. augusztus 7. – 1651. október 8.) Fülöp Vilmos pfalzi választófejedelem első felesége lett.

## Titulusai

### Címei
Örökös címei:
- Svéd királyi herceg

Lengyelország királya mint III. Zsigmond: 1587. szeptember 18. – 1632. április 19.
- Litvánia nagyfejedelme

koronázása: Szent Szaniszló és Szent Vencel-székesegyház, Krakkó, 1587. december 27.
Svédország királya mint Zsigmond: 1592. november 17. – 1599. július 24.
koronázása: Szent Erik, Szent Olaf és Szent Lőrinc-dóm, Uppsala, 1594. február 19.

### Címerei
|                                                               |                                                              |                                                            |
| Zsigmond középcímere mint lengyel és svéd királyé (1587–1632) | Zsigmond nagycímere mint lengyel és svéd királyé (1587–1632) | Zsigmond zászlaja mint lengyel és svéd királyé (1587–1632) |

## Lásd még
- Vasa-dinasztia
- Lengyelország történelme
  - Az első Lengyel Köztársaság felvirágzása
- Lengyelország uralkodóinak listája
- Lengyel fejedelmek és királyok családfája
- Litvánia történelme
  - Litvánia a Lengyel-Litván Unióban
- Litvánia uralkodóinak listája
- Litván nagyfejedelmek családfája
- Svédország történelme
  - A kora újkori Svédország történelme
- Svédország uralkodóinak listája
- Svéd királyok családfája